# International School of Bremen

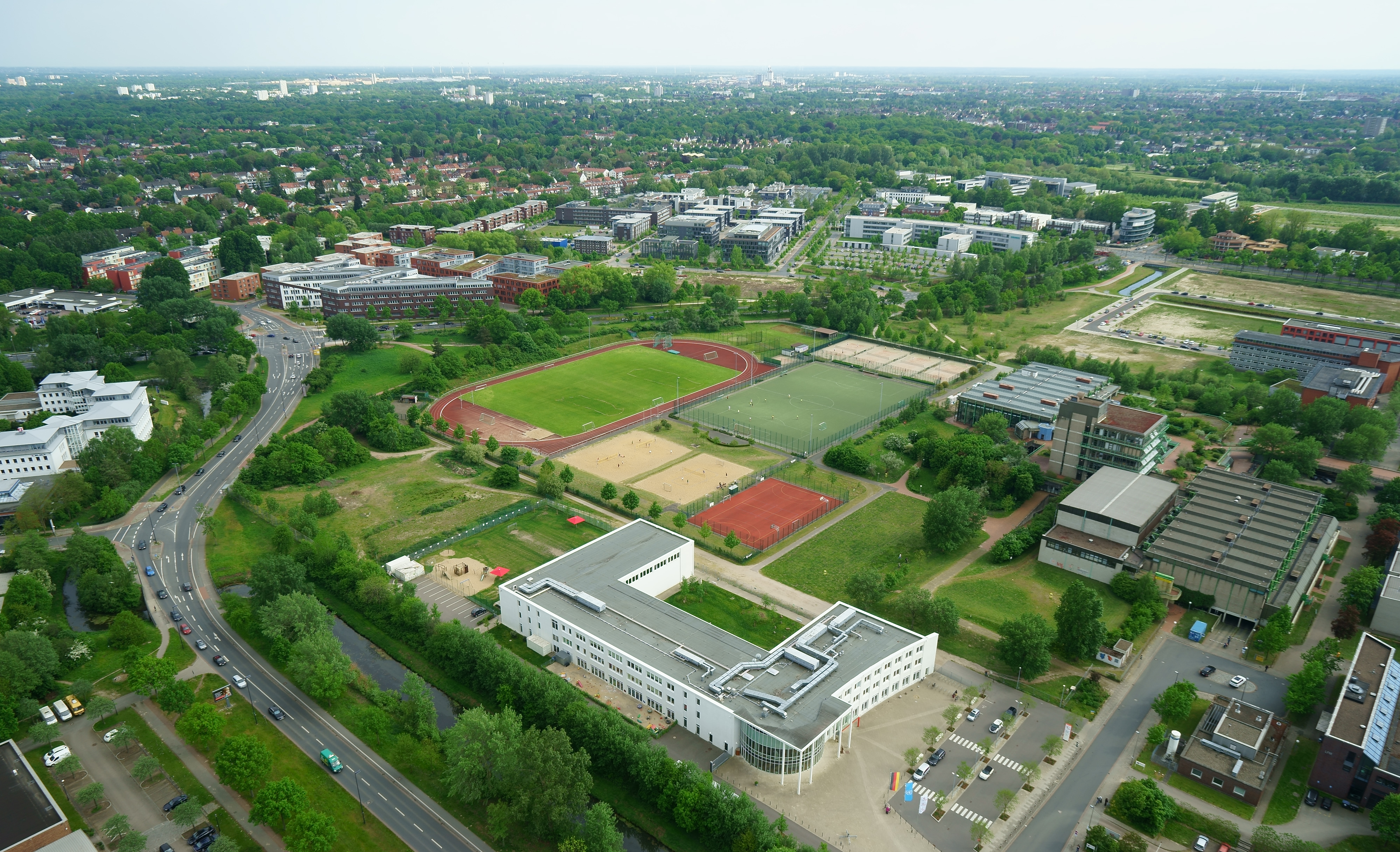
ISB: Blick vom Fallturm

Die International School of Bremen (ISB) in Bremen – Horn-Lehe, Badgasteiner Straße 11/Hochschulring, ist eine gebührenpflichtige Internationale Schule  in freier Trägerschaft, die ihr Bildungsziel, die Lehrpläne und Abschlüsse an der ausländischen Kultur orientiert. Im nordwestdeutschen Raum ist sie die einzige Schule mit der Unterrichtssprache Englisch.

## Geschichte
Eine Gruppe von Speditions- und Innovationsdenkern beabsichtigte seit 1996 eine Internationale Schule für Bremen zu gründen und bildete einen Ausschuss mit Vertretern des Senators für Bildung, der Handelskammer Bremen, von international ausgerichtete Unternehmen, der Wirtschaftsförderungsagentur und interessierten Eltern.
1998 wurde die International School of Bremen in der Thomas-Mann-Straße eröffnet mit zunächst 40 bis 60 Schülern. Die Leitung der ISB hatte von 2005 bis 2018 der Pädagoge Malcolm Davis. Die stark steigenden Schülerzahlen der ein- und zweizügigen Schule mit über 320 Schülern aus bis zu 40 verschiedenen Nationen machten einen Neubau erforderlich, der auf dem Gelände der Universität Bremen erfolgen sollte. Das dreigeschossige Gebäude von 2011 entstand nach Plänen von Thomas Klumpp, Bremen.
Schulleiter ist seit 2018 Jamie Perfect.

## Ziele
Die ISB bietet eine englischsprachige Ausbildung vom Kindergarten und der Vorschule bis zur 12. Klasse an, die zu Prüfungen mit dem International General Certificate of Secondary Education (IGCSE) der Universität Cambridge und dem International Baccalaureate Diploma Program (IBDP) führt. Die ISB ist eine IB World School und auch eine MINT-EC-Schule (mit MINT-Fächern). Die Schule wurde anerkannt vom CfBT Education Trust (Centre for British Teachers-UK) und vom Land Bremen.
Bis 2022 will die ISB eine Schule mit einem inklusiven Lehrplan auf Basis der englischen Sprache sein.
Besondere Angebote
Unterrichtsfach Wirtschaft, Ganztagsschule mit Mittagsverpflegung, Integrierte Vorschule, nachschulische Sport-, Musik- und sonstige Angebote, Hausaufgabenbetreuung, Stützunterricht in Muttersprachen

## Schülerschaft
Viele der Schüler sind ausländischer Herkunft. So betrug ihr Anteil im Jahr 2010 ungefähr 65 %.